# Arnoglossus capensis
Arnoglossus capensis är en fiskart som beskrevs av Boulenger, 1898. Arnoglossus capensis ingår i släktet Arnoglossus och familjen tungevarsfiskar. Inga underarter finns listade i Catalogue of Life.

## Bildgalleri

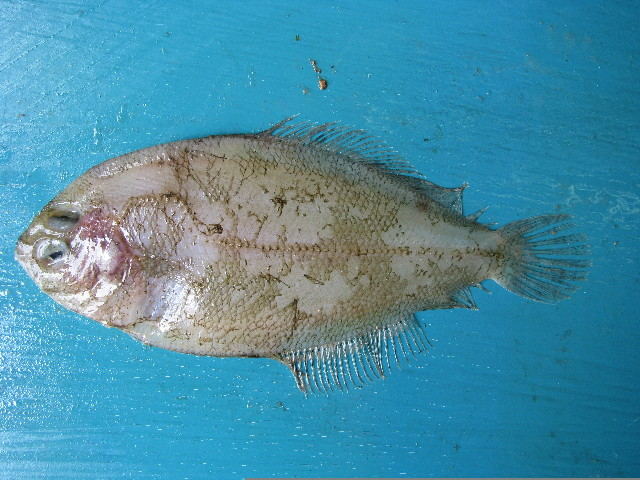